# Uno Ullberg
Uno Verner Ullberg, född 15 februari 1879 i Viborg, död 12 januari 1944 i Helsingfors, var en finländsk arkitekt.

## Biografi
Efter examen från Polytekniska institutet i Helsingfors 1901 praktiserade Ullberg vid arkitekturbyrån Nyström, Petrelius & Penttilä i huvudstaden. Han återvände 1906 till Viborg, där han först samarbetade med Axel Gyldén, bedrev egen arkitektverksamhet 1910–1932 och var stadsarkitekt 1932–1936. Han tjänstgjorde därefter vid Medicinalstyrelsen i Helsingfors 1936–1941. Han var även lärare i teckning vid Viborgs konstvänners ritskola 1906–1913 var under lång tid ledamot av Viborgs stadsfullmäktige.
I Viborg ritade Ullberg bland annat Kauppapankkis och Karjalas affärshus (1929), Konstmuseet och Konstskolan (1930), diakonissanstaltens sjukhus (1931), Peter-Paulförsamlingens församlingshus och landsarkivet (1936). Han restaurerade bland annat teaterhuset, stadshuset och Runda tornet. Han ritade under denna tid även ett stort antal byggnader av olika slag i hela Finland. Efter att ha flyttat till Helsingfors ritade han där barnkliniken (tillsammans med Erkki Linnasalmi, 1943–1946) och sjuksköterskeinstitutet samt även Bensows affärshus (1940). Hans arkitektur var förankrad i 1920-talsklassicismen, men han lät sig efterhand alltmer inspireras av funktionalismen.
År 1901 företog Ullberg som Finska fornminnesföreningens stipendiat, tillsammans med Jalmari Kekkonen och Alarik Tavaststjerna, en studie resa till Östkarelen. Resultaten publicerades i verket Kansanomaisia rakennustapoja ja koristemuotoja (1929), vilken är försedd med illustrationer av Ullberg. Hans gravsten på Sandudds begravningsplats i Helsingfors är formgiven av Alvar Aalto.

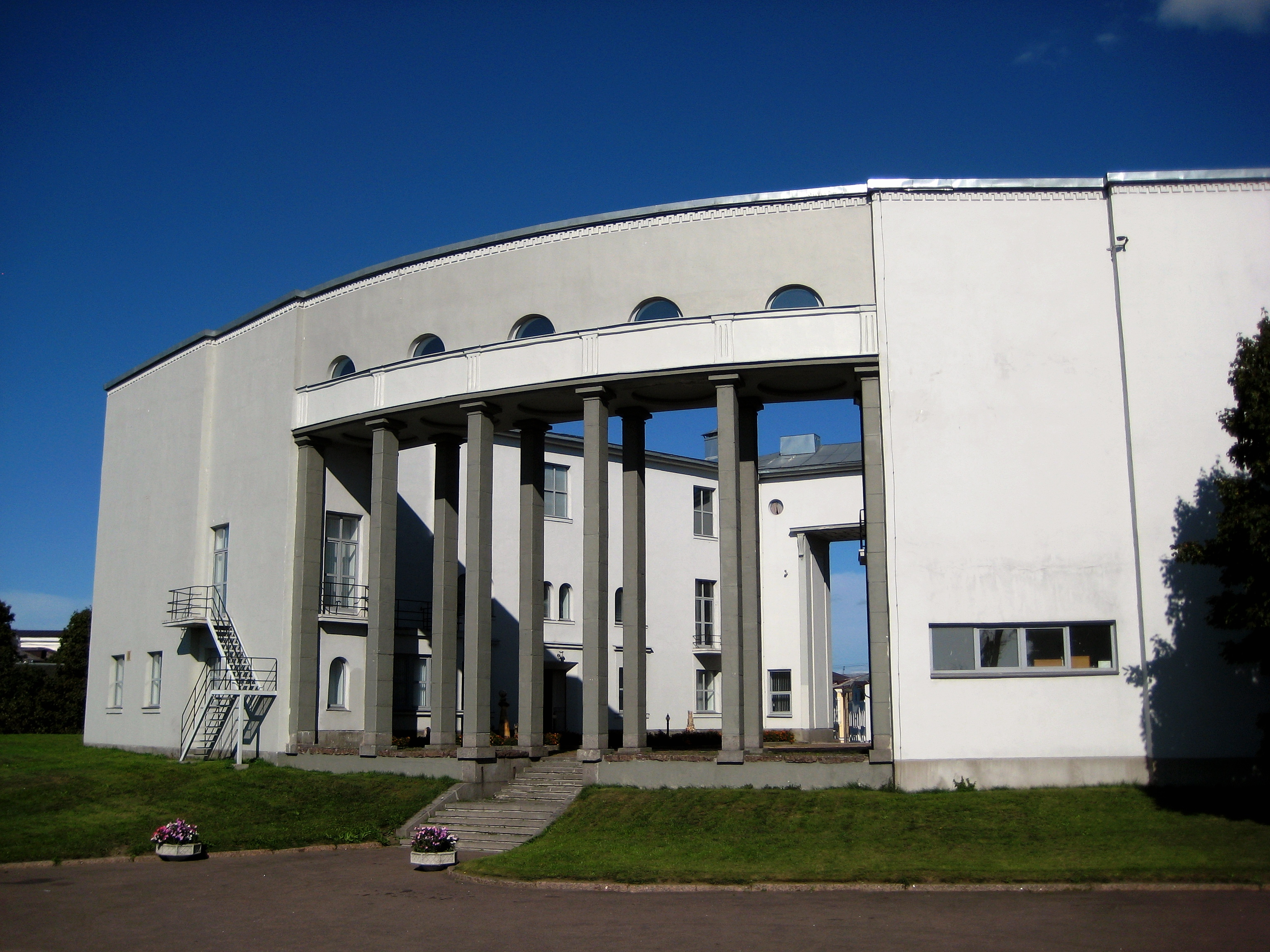
Konstmuseet och Konstskolan i Viborg.

## Utmärkelser
- Riddare av 1. klass av Vasaorden[2]

[Redigera Wikidata]